# Струминский, Владимир Васильевич
Владимир Васильевич Струми́нский (1914 — 1998) — советский и российский учёный в области аэродинамики, академик АН СССР и РАН, лауреат Ленинской премии и двух Сталинских премий.

## Биография
Родился 16 (29 апреля) 1914 года в Оренбурге. Отец, Василий Яковлевич, был учителем. В 1925 году семья переехала в Казань. После окончания школы-семилетки работал на машиноремонтных заводах Казани слесарем, затем токарем. В 1931 году приехал в Москву и поступил токарем на завод «Динамо». После окончания рабфака при заводе в 1933 году поступил на физический факультет МГУ, который в 1938 году окончил с отличием и по рекомендации научного руководителя своего дипломного проекта М. А. Леонтовича поступил в аспирантуру Института физики МГУ.
В мае 1941 года защитил кандидатскую диссертацию под руководством С. Т. Конобеевского, посвящённую решению уравнения Шрёдингера для кристаллической решётки сплавов и определению её физических свойств. Получил направление в ЦАГИ имени профессора Н. Е. Жуковского, где работал до 1966 года. На основе большого комплекса теоретических и экспериментальных исследований разработал метод аэродинамической компоновки крыла из набора профилей с безотрывным обтеканием концевых сечений крыльев для обеспечения надёжности и безопасности полёта на больших углах атаки. Разработал теорию трёхмерного пограничного слоя и вихревую теорию крыла, заложил основы общих принципов аэродинамической компоновки стреловидных и треугольных крыльев. Эти и другие его исследования сыграли существенную роль в преодолении звукового барьера и достижении сверхзвуковых скоростей полёта. В 1947 году защитил докторскую диссертацию.
Вошёл в первоначальный состав Национального комитета СССР по теоретической и прикладной механике (1956)
Член-корреспондент АН СССР (1958). Действительный член АН СССР (1966)
С 1966 года работал в СОАН, в 1966—1971 годах — директор Института теоретической и прикладной механики СОАН. Организовал исследования по перспективным проблемам авиации, под его руководством создан комплекс экспериментальных установок: малотурбулентные дозвуковые и сверхзвуковые аэродинамические трубы, гиперзвуковые импульсные установки, вакуумные трубы, криогенные стенды и т. д.
С 1971 года заведующий отделом физической аэромеханики ИПМАН. В 1977 году возглавил созданный им Сектор механики неоднородных сред АН СССР.
Другие исследования: по нелинейной теории устойчивости, по динамической теории турбулентности, по кинетической теории газов, по улучшению лётных данных самолётов путём ламинаризации пограничного слоя и др.
Один из создателей (1946) МФТИ, профессор, заведующий кафедрой.
В 1995 году в «Вестнике РАН» в рубрике «Дискуссионная трибуна» Струминский опубликовал спекулятивную статью «Как и зачем возникла жизнь на Земле и других планетах космоса», с утверждениями типа «Положение-теорема 7. После слияния Духа и мёртвой материи Земля стала обитаемой, а живая материя развивалась на основе врождённых инстинктов, заложенных Духом, Высшим Разумом.» Статья вызвала резкую критику в научном мире. В 1997 году член Нью-Йоркской академии наук, кандидат физико-математических наук А. М. Хазен в связи с нею написал, что он «не смог вспомнить за всю историю Российской академии наук позора, который был бы подобен» статье Струминского.
Умер 22 февраля 1998 года. Похоронен в Москве на Троекуровском кладбище.

## Личная жизнь
Сын Б. В. Струминский (1939—2003) — физик-теоретик в области элементарных частиц.

## Награды
- Сталинская премия второй степени (1947) — за разработку проектов новых крыльев для скоростных самолётов
- Сталинская премия первой степени (1948) — за создание новых типов крыльев для самолётов
- премия имени Н. Е. Жуковского (1947),
- Ленинская премия (1961)
- орден Ленина (12.07.1957)
- орден Трудового Красного Знамени (17.09.1975)
- орден Дружбы народов (28.04.1984)
- орден Красной Звезды (16.09.1945)
- орден «Знак Почёта» (27.03.1953)
- медаль «За оборону Москвы» (1944)
- медаль «За доблестный труд в Великой Отечественной войне 1941—1945 гг.» (1945)
- медаль «В память 800-летия Москвы» (1948)